# Bogdan Baran

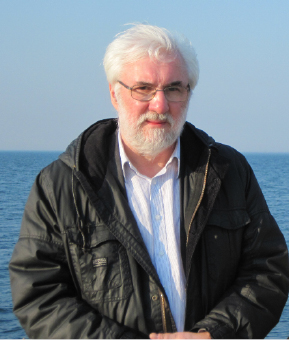
Bogdan Baran

Bogdan Baran (ur. 10 sierpnia 1952 w Krakowie) – polski pisarz, eseista, autor własnych książek i ponad stu przekładów książkowych z humanistyki i literatury pięknej niemieckiej, anglosaskiej i romańskiej.

## Życiorys
Ukończył filozofię i matematykę na Uniwersytecie Jagiellońskim (1976). W 1988  uzyskał stopień doktora za rozprawę Pojęcie transcendencji u Martina Heideggera i Emmanuela Levinasa. 
W latach 1976–1983 pracownik Instytutu Filozofii UJ, w latach 1983–1987 redaktor Wydawnictwa Literackiego. W latach 90. wydawca, obecnie przewodniczący Rady Redakcyjnej Wydawnictwa Aletheia. 
Członek PEN Clubu, członek Prezydium ZG Stowarzyszenia Pisarzy Polskich, członek Rady Organizacji Pozarządowych przy Ministrze Kultury i Dziedzictwa Narodowego (2013–2016), prezes Zarządu Fundacji Domu Literatury w Warszawie. W latach 1985–1990 stypendysta m.in. Fundacji Humboldta i Fundacji Boscha (RFN), Instytutu Nauk o Człowieku (Austria).

## Wybrana twórczość
- Anatem B. czyli historia naturalna Rzeczywistości (1983)
- Fenomenologia amerykańska (1990)
- Saga Heideggera (1990)
- Postmodernizm (1992)
- Postnietzsche (1997)
- Postmodernizm i końce wieku (2003)
- Heidegger i powszechna demobilizacja (2004)

## Przekłady (wybór)
- Spekulacje, red. Isaac Asimov i Alice Laurance (1985)
- Aldous Huxley, Nowy wspaniały świat (1988, 2004)
- Ira Levin, Dziecko Rosemary (1988, 2007)
- Martin Heidegger, Kant a problem metafizyki (1989, 2012)
- Woody Allen, Skutki uboczne (1990, 2007)
- Martin Heidegger, Bycie i czas (1994, 2003)
- Hans-Georg Gadamer, Prawda i metoda (1994, 2004, 2007)
- Jean Améry, O starzeniu się. Podnieść na siebie rękę (2007, 2018)
- Doris Lessing, Pamiętnik przetrwania (2007)
- Friedrich Nietzsche, Listy (2007)
- Max Scheler, Resentyment a moralności (2008)
- Slavoj Žižek, O wierze (2008), Żądanie niemożliwego (2014)
- Friedrich Nietzsche, Pisma pozostałe (2009)
- Walter Muschg, Tragiczne dzieje literatury (2010)
- Walter Benjamin, Berlińskie dzieciństwo na przełomie wieków (2010); Ulica jednokierunkowa (2011); Dziennik moskiewski (2012); Sny (2017); Krytyka i narracja. Pisma o literaturze (2018), Podróże wyobraźni (2021)
- Umberto Eco, Kant a dziobak (2012)
- Claude Lévi-Strauss, Od miodu do popiołów (2013)
- Terry Eagleton, Zło (2012), Kultura a śmierć Boga (2014), Teoria literatury (2015)
- Niklas Luhmann, Szkice o sztuce i literaturze (2016)
- Ernst Jünger, Wybór esejów o słowach i drzewach (2017)
- Peter Sloterdijk, Stres a wolność (2018), Co się zdarzyło w XX wieku? (2021)
- Harold Bloom, Zachodni kanon (2019)
- Stéphane Mallarmé, Prozy różne (2020)
- Liezi, Prawdziwa Księga Tryskającego Praźródła (2024)
- Gershom Scholem, Kabała. Zarys encyklopedyczny (2024)